# Ryan Giggs
Ryan Joseph Giggs, OBE, valižanski nogometaš in trener, * 29. november 1973, Cardiff, Wales, Združeno kraljestvo.
Giggs je nogometaš, ki je dosegel največ v zgodovini angleškega nogometa. 16. maja 2009 je postal prvi nogometaš, ki je zbral 11 naslovov angleškega prvaka. Bil je tudi prvi nogometaš v zgodovini, ki je bil dvakrat zapored imenovan za najboljšega mladega nogometaša po izboru profesionalnih nogometašev. Ta naslov je dobil v letih 1992 in 1993. Prav tako je Giggs edini nogometaš, ki je dosegel zadetek v vseh sezonah angleške Premier League od njene ustanovitve. 
Uspešen je tudi v evropskih tekmovanjih in v reprezentanci. V Ligi Prvakov je prvi nogometaš, ki je dosegel zadetek v 12 zaporednih sezonah tega tekmovanja. Leta 2007 je bil izbran med ekipo stoletja po izboru profesionalnih nogometašev. Poleg tega je bil leta 2003 izbran v ekipo desetletja angleške Premier Lige ter v ekipo stoletja angleškega FA pokala. 21. maja 2008 je Ryan Giggs na lestvici nogometašev z največ nastopi za Manchester United prehitel Bobbyja Charltona s 758 nastopi.
Giggs je od svojega 17. leta pa vse do leta 2007 nastopal za valižansko nogometno reprezentanco in je bil do leta 2006 najmlajši igralec, ki je kdaj zastopal Wales na velikih tekmovanjih. Od leta 2004 do upokojitve iz reprezentance je bil tudi njen kapetan.
Od leta 1993, ko so v angleških klubih sprejeli številčenje dresov pa do zadnje sezone leta 2014 je nosil dres s številko 11.

## Življenjepis
Ryan se je rodil očetu Dannyju Wilsonu, znanemu ragbistu sierraleonskega porekla in materi Lynne Giggs. Ryan je z družino sprva živel v predmestju Cardiffa, vendar je veliko časa preživljal pri maminih starših v Pendleburyju v Angliji, kjer se je že v mladosti navdušil nad nogometom. Leta 1980 je oče podpisal pogodbo s klubom Swinton RLFC, zaradi česar se je družina preselila v Swinton. Mesto leži v širši okolici Manchestra, zaradi česar je nogomet začel igrati pri 14 letih v Manchester Cityju. Že kmalu za tem je prestopil v Manchester United, kjer igra že od leta 1990 in je tako nogometaš z najdaljšim stažem v tem klubu. Za klub je začel nastopati v sezoni 1991/92 in je danes nogometaš z največ odigranimi tekmami za Manchester United. Hkrati je Giggs igralec, z največ osvojenimi lovorikami v klubu, saj jih je do leta 2007 s klubom osvojil kar 23. Ryan Giggs je zaradi lastnih izkušenj velik nasprotnik rasizma in eden od tistih nogometašev, ki javno zagovarja strožje kazni za rasno nestrpnost med nogometaši in med navijači.

### Manchester United
Giggs je svojo prvo profesionalno pogodbo podpisal na svoj 17. rojstni dan, 29. novembra 1990. Za klub je v ligi prvič nastopil 2. marca 1991 na Old Traffordu proti klubu Everton F.C. Vstopil je kot zamenjava za Denisa Irwina, tekmo pa je United izgubil z 2:0.
Na prvi tekmi, ki jo je začel v prvi postavi je Giggs dosegel svoj prvi zadetek. To se je zgodilo 4. maja 1991 na tekmi proti mestnemu tekmecu, Manchester Cityju. Sprva je sicer kazalo, da je gol dosegel branilec Cityja Colin Hendry, vendar je bil zadetek kasneje pripisan Giggsu.
Kljub dobremu začetku pa Ryan ni bil vpoklican v šestnajsterico, ki je enajst dni kasneje igrala v finalu Pokalu pokalnih zmagovalcev proti Barceloni, ki jo je United dobil.
Stalno mesto v prvi postavi Uniteda je Ryan Giggs dobil v sezoni 1991/92, kjub temu pa je še vedno igral za mladinsko vrsto in je bil tudi njen kapetan. Z mladinci je leta 1992 osvojil angleški pokal. Kot najmlajši igralec prve ekipe, se je Ryan po nasvete vedno obračal na starejše nogometaše. Tako mu je Bryan Robson predlagal, da za svojega menedžerja najame Harryja Swalesa, ki je bil tudi Robsonov agent in agent Kevina Keegana.
V tej sezoni je United prvenstvo končal na drugem mestu, za Leeds Unitedom. Prvo lovoriko je nato Ryan osvojil po zmagi Uniteda v finalu angleškega FA pokala nad Nottingham Forestom. Na tej tekmi je Giggs podal Brianu McClairu za edini zadetek na tekmi. Na koncu sezone je bil Ryan Giggs po izboru nogometašev imenovan za najboljšega mladega igralca angleške nogometne zveze.
Sezona 1992/93 je bila prva sezona angleške lige, v kateri se je le-ta preformirala in je dobila sedanje ime (Premier League). Do takrat je Ryan Giggs postal stalni član prve enajsterice Uniteda in je tekme redno začenjal na levem krilu. Tudi sicer je v angleškem prvenstvu veljal za enega najbolj nadarjenih mladih nogometašev. S prihodom Erica Cantonaja se je takrat začela tudi prevlada Manchester Uniteda v ligi. Menedžer Uniteda Alex Fergusson, ki je v največji meri zaslužen za Ryanove uspehe, je bil do njega vedno izjemno zaščitniški. Tako medijem do Giggsovega dvajsetega leta ni dovolil, da bi z njim opravili kakšen intervju. Prvi intervju, ki ga je dovolil je z Ryanom opravil novinar britanskega BBCja Des Lynam za prispevek Match of the Day v sezoni 1993/94. V tej sezoni je United osvojil dvojno angleško krono, Giggs pa je bil poleg zvezd kot so bili Cantona, Paul Ince in Mark Hughes. Manchester je v tisti sezoni vodil na lestvici Premier League od četrtega kroga pa vse do končne zmage. Ryan je bil tudi član Unitedove ekipe, ki je v isti sezoni igrala na finalu angleškega Ligaškega pokala. Osvojitev tretje krone je Manchestru z izidom 3:1 preprečila Aston Villa.
Ryan je še kot mlad nogometaš v Angliji dosegel slavo. Leta 1994 je dobil lastno televizijsko oddajo z naslovom Ryan Giggs' Soccer Skills, po seriji pa je kasneje nastala tudi knjiga. Postal je tudi eden glavnih adutov angleške nogometne zveze, ki je poskušala dvigniti ugled angleškega nogometa v svetu po tem, ko je s stadionov pregnala huligane. Ryan Giggs je kljub lastnemu nasprotovanju postal eden prvih najstniških »nogometnih poster idolov« in eden prvih, če ne celo prvi, mladi nogometaš, ki so mu nadeli naziv »čudežni deček«. Mediji so ga že v devetdesetih letih 20. stoletja primerjali z Georgem Bestom in ga razglasili za nogometno zvezdo. Ironično je prav George Best zanj nekoč izjavil, da je Giggs njegov najljubši mladi igralec in da bodo »morda nekoč mediji celo pisali, da je Best drugi Ryan Giggs«..
Zaradi svoje izjemne priljubljenosti je nogometno navijaštvo v Angliji dobilo povsem nove dimenzije. Nekoč so ga celo opisali z besedami: »fant, ki je milijon nedolžnih najstniških src spremenil v navijače Uniteda«. Bil je celo tako popularen, da je večkrat povzročil prometne zastoje, ko je kje podpisoval knjige. 
Zaradi svojega talenta si je že v začetni fazi svoje kariere prislužil nadimke kot so »genij« in »čarovnik«, s katerimi so ga imenovali soigralci. Gary Pallister je nekoč povedal, da Unitedovim branilcem na treningih meša kri, ko ga poskušajo dohajati. Med starejšimi kolegi je bil že pred svojim prvim nastopom na uradnih tekmovanjih tako pri srcu, da so pritiskali na vodstvo kluba, naj ga uvrsti na tekmovanje. Steve Bruce je nekoč komentiral: "ko je Ryan tekel, je tekel kot veter. Sploh ga nisi slišal, tako lahno je stopal. Imel je tako naravno gibanje telesa, kot ga imajo le največji nogometaši, ko držijo žogo. Pri tem ne mislim žaliti Beckhama in Sholesyja, toda on je edini, ki bo vedno superzvezdnik".
V sezoni 1994/95 se je Ryan Giggs resneje poškodoval, zaradi česar je nastopil le na 29 tekmah in je dosegel le en zadetek. Proti koncu sezone se je sicer vrnil v ekipo, a je bilo že prepozno, da bi Unitedu pomagal do kakšne lovorike. Nastopil je sicer na finalni tekmi FA pokala, ki pa jo je United izgubil z Evertonom z rezultatom 1:0.
Sezono 1995/96 je ponovno začel v prvi postavi, United pa je to sezono spet slavil dvojno krono. Z zadetkom proti Evertonu na Goodison Parku se je uvrstil celo med kandidate za gol sezone, ki pa ga je na koncu z večino glasov dosegel Manchester Cityjev napadalec Georgi Kinkladze. Novembra 1995 je Giggs dosegel dva zadetka na ligaški tekmi proti Southamptonu, na kateri je odigral eno svojih najboljših predstav v tej sezoni.
V sezoni 1996/97 je dobil prvo priložnost na evropskih tekmovanjih. Po tem, ko je pripomogel Unitedu k tretjemu naslovu angleškega prvaka v štirih sezonah je dejavno sodeloval tudi pri njegovi uvrstitvi v polfinale Evropskega pokala, kar klubu ni uspelo že 28 let. V polfinalu je United premagala nemška Borussia Dortmund, ki je na obeh tekmah zmagala z izidom 1:0.
V sezoni 1997/98 je United končal kot drugi na lestvici Premier League, naslov pa je osvojil Arsenal. Prav tako neuspešni so bili nogometaši Manchestra tudi v FA pokalu in so sezono prvič po letu 1989 končali brez osvojene lovorike. Naslednjo sezono je Ryan Giggs odigral bolj malo tekem, saj je bil večji del sezone poškodovan. Proti koncu sezone se je vrnil v ekipo in igral odlično vse do konca. Natopil je tudi v finalu obeh angleških pokalnih tekmovanj. V sodnikovem podaljšku je na polfinalni tekmi proti Arsenalu dosegel celo zmagoviti zadetek za zmagu Uniteda z 2:1. Tudi na domači tekmi polfinala Lige prvakov proti Juventusu je v 90. minuti dosegel izenačujoči zadetek. Nato je na finalni tekmi Lige prvakov podal Teddyju Sheringhamu za izanačujoči zadetek. United je tega leta osvojil trojno krono; domači naslov prvaka, FA pokal in naslov prvaka Lige prvakov. Na Medcelinskem pokalu je bil Giggs izbran za igralca tekme, United pa je z zmago nad Palmeirasom postal svetovni klubski prvak sezone 1999.
Po odhodu Denisa Irwina iz Manchester Uniteda v maju 2002, je postal Ryan Giggs najpomembnejši igralec kluba. Njegova igra je v naslednjih štirih sezonah pomagala Unitedu do osvojitve več naslovov državnega prvaka in do treh nastopov Manchestra v četrtfinalu ter enem nastopu v polfinalu Lige prvakov. Deseto obletnico igranja za United je proslavil na Old Traffordu na tekmi proti škotskemu klubu Celtic. Leta 2002 je dosegel tudi svoj stoti gol na tekmi proti Chelseaju na Stamford Bridgeu. 
22. maja 2004 je Ryan s klubom osvojil svoj četrti FA pokal FA Cup in s tem za Royem Keanom postal šele drugi igralec, ki mu je uspel ta podvig. Poleg tega je v letih 1995, 2005 in 2007 s klubom osvojil tudi drugo mesto na tem pokalu. Septembra 2004 je na tekmi proti Liverpoolu nastopil na 600. tekmi za United, s čimer je postal za Bobbyjem Charltonom in Billom Foulksom tretji igralec Uniteda po številu nastopov. Leta 2005 je bil sprejet v Angleški nogometni hram slavnih.
Po tej sezoni je podpisal novo dveletno pogodbo s klubom, pri čemer je David Gill prekršil svoje pravilo, da z igralci, starejšimi od 30 let podpisuje samo enoletne pogodbe. 6. maja 2007 je po tekmi med Chelseajem in Arsenalom, ki se je končala z izidom 1:1, Manchester United spet postal angleški prvak- Takrat je Giggs postavil nov rekord, ko je postal prvi igralec, ki je s klubom osvojil devet naslovov angleškega prvaka. Pred tem je delil primat osmih naslovov z bivšima nogometašema Alanom Hansenom in Philom Nealom (oba sta svojih osem naslovov osvojila z Liverpoolom). Giggs je ključno vlogo odigral tudi na tekmi Charity Shield 2007, ko je United po njegovem zadetku in končnem izidu 1:1 po enajstmetrovkah, v katerih je vratar Edwin van der Sar obranil prve tri strele nogometašev Chelseaja, zmagal.
V sezoni 2007–08 je Alex Ferguson v igri začel občasno menjavati Giggsa z Nanijem in Andersonom, vendar je za pomembne obračune še vedno v igro pošiljal Ryana Giggsa. Svoj stoti ligaški gol je zadel na tekmi proti Derby Countyju 8. decembra 2007, ki jo je United dobil s 4:1. 20. februarja 2008 je na tekmi z Lyonom dosegel stoti nastop v Ligi Prvakov, 11. maja 2008 pa je izenačil rekord Bobbyja Charltona in nastopil na svoji 758. tekmi za United. Takrat je Giggs vstopil kot zamenjava za Ji-Sung Parka, Za nameček je Ryan na tej tekmi dosegel drugi zadetek za svoj klub in s tem zagotovil Unitedu deseti naslov angleškega prvaka. 
21. maja 2008 je Giggs presegel Charltonovo število nastopov in postal igralec z največ nastopi za Manchester United. Takrat je v 87. minuti zamenjal Paula Scholesa na finalu Lige prvakov 2008 proti Chelseaju. Po končnem rezultatu 1:1 je United po streljanju enajstmetrovk postal evropski klubski prvak. Končni izid je bil 6:5. Giggs je dosegel odločujoči zadetek, saj je Nicolas Anelka zgrešil prosti strel. S tem je Ryan Giggs za Stevom McManamanom in soigralcem Owenom Hargreavesom postal šele tretji angleški igralec, ki je igral in osvojil več kot en naslov evropskega klubskega prvaka. Pokal sta kot namestnika kapetana (Gary Neville je bil poškodovan skoraj celotno sezono) skupaj dvignila Rio Ferdinand in Ryan Giggs.
V sezoni 2008/09 je Sir Alex Ferguson začel Ryana Giggsa uvrščati v sredino vezne vrste. Ryan je tako z levega boka pomaknjen proti sredini, kjer je njegov položaj za napadalcema, njegova naloga pa so podaje proti konici napada. V intervjuju je Ferguson o tem izjavil: »Ryan (Giggs) je pomemben igralec, ki bo novembra dopolnil 35 let. Vendar je tudi pri 35 letih lahko ključni Unitedov igralec. Pri petindvajsetih je s svojo hitrostjo razbijal nasprotnikovo obrambo po boku, pri petintridesetih pa bo igral globlje v sredini igrišča«. Giggs je v tej sezoni začel tudi trenirati mlade nogometaše, Ferguson pa je namignil, da si želi, da bi Ryan, podobno kot pred njim Ole Gunnar Solskjær, po koncu kariere ostal v klubu, kjer bi prevzel mesto v trenerskem strokovnem štabu Manchester Uniteda.
8. februarja 2009 je Giggs z zadetkom na tekmi proti West Ham United nadaljeval s tradicijo in postal edini igralec, ki je zadel v prav vsaki sezoni od ustanovitve Premier League v letu 1992. Zadel je edini gol na tekmi. Po uspešni sezoni je bil Giggs s še štirimi soigralci dodan na seznam najboljših angleških igralcev leta po izboru nogometašev. 26. aprila 2009 je prvič v svoji karieri z večino glasov Giggs osvojil ta prestižni naziv, čeprav je v tisti sezoni začel le na dvanajstih tekmah. Pred slovesnostjo je svoj glas zanj oddal tudi Alex Ferguson, ki je izjavil, da bi bilo primerno, da Giggs zaradi svojega dolgotrajnega prispevka k nogometu prejme nagrado.
Svoj osemstoti nastop za United je Giggs dosegel 29. aprila 2009. Takrat je v polfinalu Lige Prvakov nastopil proti Arsenalu, tekmo pa je Manchester dobil z 1:0. 16. maja 2009 je United po neodločenem izidu z Arsenalom (0:0) osvojil naslov angleškega prvaka. 
Svoj prvi hat-trick dosegel na pripravljalni tekmi proti kitajskemu Hangzhou Greentownu julija 2009, ko je vstopil v drugem polčasu.
12. septembra 2009 je Giggs zadel prvi gol Uniteda v sezoni 2009/10 na tekmi proti Tottenham Hotspuru na White Hart Laneu, ki jo je Manchester dobil s 3:1. Tako je Giggs zadel še v eni sezoni Premier League in tako ostal edini nogometaš, ki je zadel prav v vseh sezonah lige. Na tej tekmi je zabeležil tudi sedemstoti nastop v prvi postavi Manchester Uniteda. Svoj 150. zadetek za United je dosegel na prvi tekmi Lige Prvakov 1009/10 proti Wolfsburgu. Giggs je tako postal deveti igralec po številu zadetkov za Manchester United.
Tudi na prvi tekmi Manchestra v sezoni 2010/11 je zadel za končni rezultat 3:0, kar je bil tudi končni rezultat tekme proti Newcastle Unitedu. Giggs je takrat vstopil kot zamenjava v drugem polčasu.
18. februarja 2011 je podpisal novo enoletno pogodbo. V klubu bo ostal najmanj do junija 2012. 6. marca 2011 je Giggs nastopil na 607. tekmi v angleški ligi, s čimer je podrl rekord, ki ga je do takrat držal Bobby Charlton. Rekordni nastop je dosegel na tekmi proti Liverpoolu.
26. aprila 2011 je Giggs na prvi polfinalni tekmi nogometne Lige prvakov proti nemškemu klubu Schalke 04 dosegel zadetek, s katerim je postal najstarejši igralec v zgodovini lige prvakov, ki mu je to uspelo. United je tekmo dobil z 2:0.
19. novembra 2011 je Giggs prvič v svoji karieri nastopil na tekmi proti velškemu klubu Swansea City na njihovem Liberty Stadiumu. Tekmo je United dobil z rezultatom 1:0. Giggs je nato 21. decembra 2011 z zadetkom na tekmi proti Fulhamu dosegel nov rekord, saj je dosegel gol v vseh 22 sezonah premier lige. 10. februarja 2012 je nato še za eno sezono podaljšal pogodbo z Manchester Unitedom.
26. februarja 2012 je Ryan Giggs dosegel nov mejnik, saj je za Manchester United nastopil na svoji 900. tekmi. United je takrat premagal Norwich City z rezultatom 2:1, Giggs pa je dosegel zmagoviti zadetek v 90. minuti po podaji Ashleya Younga.

### Wales
Giggs je bil od svojega sedemnajstega leta do leta 2007 reprezentant Walesa. Kot šolar je bil sicer kapetan angleške šolske reprezentance, ker v Angliji za to reprezentanco lahko nastopajo vsi učenci, ki hodijo v šolo v Angliji. Ob vstopu v reprezentanco je bil star sedemnajst let in je do marca 2006 držal rekord najmlajšega igralca,ki je kadar koli nastopil za reprezentanco Walesa. Leta 2006 je postal Lewin Nyatanga najmlajši reprezentant v zgodovini. Ryan Giggs je za Wales zbral 64 nastopov in 12 golov. Od leta 2004 do upokojitve je bil tudi kapetan ekipe.
Pogosto je bil tarča kritik, ker se ni želel udeleževati prijateljskih tekem. Od svojega prvega nastopa proti Nemčiji v letu 1991 se namreč Giggs kar devet let ni udeleževal prijateljskih tekem. Tako ni nastopil na osemnajstih prijateljskih tekmah Walesa. Uradno se Giggs tekem ni udeleževal zaradi poškodb, bolj verjetno pa je, da manager Manchester Uniteda svojim nogometašem ni rad dovolil nastopa na takih tekmah.
Med kvalifikacijsko tekmo za nastop na Svetovnem prvenstvu v nogometu 2006 proti Azerbajdžanu 12. oktobra 2005 je Giggs dosegel dva zadetka, Wales pa se kljub dobrim predstavam ni uspel uvrstiti na tekmovanje. Septembra 2006 je nastopil na prijateljski tekmi proti Braiziliji, ki jo je Wales odigral na stadionu White Hart Lane. Kljub temu, da je Wales tekmo izgubil z 2:0 je po tekmi brazilski selektor Dunga pohvalil Giggsovo igro in ga primerjal z nogometaši kot sta Kaká in Ronaldinho
Svoj umik iz reprezentance je Ryan Giggs objavil 30. maja 2007 na novinarski konferenci, ki jo je organiziral v hotelu Glamorgan Hotel. Kot najpomembnejši razlog za umik je navedel svojo kariero v Manchester Unitedu, ki naj bi se ji poslej posvetil do konca svoje športne poti. Zadnja tekma, ki jo je kot član in kapetan reprezentance odigral je bila kvalifikacijska tekma za nastop na Svetovnem prvenstvu v nogometu proti Češki 2. junija 2007. Na tekmi, ki se je končala z izidom 0:0 je bil izbran za najboljšega nogometaša tekme. Novembra 2007 je bil eden od treh kandidatov valižanske nogometne zveze za igralca leta. Naslov je na koncu osvojil Craig Bellamy.

### Velika Britanija
28. junija 2012 je bila objavljena novica, da bo Giggs eden od treh nogometašev, starejših od 23 let, ki bodo na Poletnih olimpijskih igrah 2012 v Londonu zastopali združeno ekipo Velike Britanije. Ostala dva nogometaša sta bila Craig Bellamy in Micah Richards. Kasneje je bil izbran tudi za kapetana ekipe.

## Statistika kariere
| Klub              | Sezona    | Liga    | Liga | FA pokal | FA pokal | Nogometni ligaški pokal | Nogometni ligaški pokal | UEFA    | UEFA | Ostalo  | Ostalo | Skupaj  | Skupaj |
| Klub              | Sezona    | Nastopi | Goli | Nastopi  | Goli     | Nastopi                 | Goli                    | Nastopi | Goli | Nastopi | Goli   | Nastopi | Goli   |
| ----------------- | --------- | ------- | ---- | -------- | -------- | ----------------------- | ----------------------- | ------- | ---- | ------- | ------ | ------- | ------ |
| Manchester United | 1990/91   | 2       | 1    | 0        | 0        | 0                       | 0                       | 0       | 0    | 0       | 0      | 2       | 1      |
| Manchester United | 1991/92   | 38      | 4    | 3        | 0        | 8                       | 3                       | 1       | 0    | 1       | 0      | 51      | 7      |
| Manchester United | 1992/93   | 41      | 9    | 2        | 2        | 2                       | 0                       | 1       | 0    | 0       | 0      | 46      | 11     |
| Manchester United | 1993/94   | 38      | 13   | 7        | 1        | 8                       | 3                       | 4       | 0    | 1       | 0      | 58      | 17     |
| Manchester United | 1994/95   | 29      | 1    | 7        | 1        | 0                       | 0                       | 3       | 2    | 1       | 0      | 40      | 4      |
| Manchester United | 1995/96   | 33      | 11   | 7        | 1        | 2                       | 0                       | 2       | 0    | 0       | 0      | 44      | 12     |
| Manchester United | 1996/97   | 26      | 3    | 3        | 0        | 0                       | 0                       | 7       | 2    | 1       | 0      | 37      | 5      |
| Manchester United | 1997/98   | 29      | 8    | 2        | 0        | 0                       | 0                       | 5       | 1    | 1       | 0      | 37      | 9      |
| Manchester United | 1998/99   | 24      | 3    | 6        | 2        | 1                       | 0                       | 9       | 5    | 1       | 0      | 41      | 10     |
| Manchester United | 1999/2000 | 30      | 6    | –        | –        | 0                       | 0                       | 11      | 1    | 3       | 0      | 44      | 7      |
| Manchester United | 2000/01   | 31      | 5    | 2        | 0        | 0                       | 0                       | 11      | 2    | 1       | 0      | 45      | 7      |
| Manchester United | 2001/02   | 25      | 7    | 1        | 0        | 0                       | 0                       | 13      | 2    | 1       | 0      | 40      | 9      |
| Manchester United | 2002/03   | 36      | 8    | 3        | 2        | 5                       | 0                       | 15      | 5    | 0       | 0      | 59      | 15     |
| Manchester United | 2003/04   | 33      | 7    | 5        | 0        | 0                       | 0                       | 8       | 1    | 1       | 0      | 47      | 8      |
| Manchester United | 2004/05   | 32      | 5    | 4        | 0        | 1                       | 1                       | 6       | 2    | 1       | 0      | 44      | 8      |
| Manchester United | 2005/06   | 27      | 3    | 2        | 1        | 3                       | 0                       | 5       | 1    | 0       | 0      | 37      | 5      |
| Manchester United | 2006/07   | 30      | 4    | 6        | 0        | 0                       | 0                       | 8       | 2    | 0       | 0      | 44      | 6      |
| Manchester United | 2007/08   | 31      | 3    | 2        | 0        | 0                       | 0                       | 9       | 0    | 1       | 1      | 43      | 4      |
| Manchester United | 2008/09   | 28      | 2    | 2        | 0        | 4                       | 1                       | 11      | 1    | 2       | 0      | 47      | 4      |
| Manchester United | 2009/10   | 26      | 5    | 1        | 0        | 2                       | 1                       | 3       | 1    | 1       | 0      | 32      | 7      |
| Manchester United | 2010/11   | 25      | 2    | 3        | 1        | 1                       | 0                       | 8       | 1    | 1       | 0      | 38      | 4      |
| Manchester United | 2011/12   | 25      | 2    | 2        | 0        | 1                       | 1                       | 5       | 1    | 0       | 0      | 33      | 4      |
| Manchester United | 2012/13   | 14      | 2    | 3        | 1        | 1                       | 2                       | 4       | 0    | 0       | 0      | 22      | 5      |
| Skupaj            | Skupaj    | 654     | 114  | 73       | 12       | 39                      | 12                      | 149     | 29   | 18      | 1      | 931     | 168    |

Statistika posodobljena 25. februarja 2013

### Reprezentančna statistika - goli
| #  | Datum             | Prizorišče             | Nasprotnik                             | Rezultat | Izid       | Tekmovanje                                          |
| -- | ----------------- | ---------------------- | -------------------------------------- | -------- | ---------- | --------------------------------------------------- |
| 1  | 31. marec 1993    | Cardiff, Wales         | Belgija                                | 2–0      | zmaga      | Kvalifikacije za nastop na svetovnem prvenstvu 1994 |
| 2  | 8. september 1993 | Cardiff, Wales         | Češka                                  | 2–2      | neodločeno | Kvalifikacije za nastop na svetovnem prvenstvu 1994 |
| 3  | 7. september 1994 | Cardiff, Wales         | Albanija                               | 2–0      | zmaga      | Kvalifikacije za nastop na evropskem prvenstvu 1996 |
| 4  | 2. junij 1996     | Serravalle, San Marino | San Marino                             | 5–0      | zmaga      | Kvalifikacije za nastop na svetovnem prvenstvu 1998 |
| 5  | 11. november 1997 | Brussels, Belgija      | Belgija                                | 2–3      | poraz      | Kvalifikacije za nastop na svetovnem prvenstvu 1998 |
| 6  | 4. september 1999 | Minsk, Belorusija      | Belorusija                             | 2–1      | zmaga      | Kvalifikacije za nastop na evropskem prvenstvu 2000 |
| 7  | 29. marec 2000    | Cardiff, Wales         | Finska                                 | 1–2      | poraz      | prijateljska tekma                                  |
| 8  | 29. marec 2003    | Cardiff, Wales         | Azerbajdžan                            | 4–0      | zmaga      | Kvalifikacije za nastop na evropskem prvenstvu 2004 |
| 9  | 8. oktober 2005   | Belfast, Severna Irska | Severna Irska                          | 3–2      | zmaga      | Kvalifikacije za nastop na svetovnem prvenstvu 2006 |
| 10 | 12. oktober 2005  | Cardiff, Wales         | Azerbajdžan                            | 2–0      | zmaga      | Kvalifikacije za nastop na svetovnem prvenstvu 2006 |
| 11 | 12. oktober 2005  | Cardiff, Wales         | Azerbajdžan                            | 2–0      | zmaga      | Kvalifikacije za nastop na svetovnem prvenstvu 2006 |
| #  | 21. maj 2006      | Bilbao, Španija        | Predloga:Podatki države Basque Country | 1-0      | zmaga      | prijateljska tekma                                  |
| 12 | 28. marec 2007    | Cardiff, Wales         | San Marino                             | 3–0      | zmaga      | Kvalifikacije za nastop na evropskem prvenstvu 2008 |

## Dosežki in odlikovanja
- BBCjeva športna osebnost leta 2009[40]
- igralec leta po izboru nogometašev: 2009
- Barclays FA Premier League igralec meseca: avgust, 2006, februar 2007.
- Intercontinental Cup igralec tekme: 1999
- U-21 Evropski nogometaš leta: (1993)[41]
- Nogometaš leta v Walesu: 1996, 2006
- Sprejet v English Football Hall of Fame: 2005
- Imenovan v ekipo desetletja v ligi Premier League: 2003[42]
- Edini igralec Manchester Uniteda, ki je igral v vseh enajstih ekipah, ki so osvojile naslov prvaka Premier Laegue; tudi angleški rekorder v številu prejetih lovorik
- Edini igralec Manchester Uniteda, ki je igral v obeh ekipah, ki sta osvojili League Cup
- Edini igralec, ki je zadel na 12 zaporednih turnirjih Lige prvakov
- Edini igralec, ki je zadel prav v vseh sezonah od ustanovitve Premier League
- Član Premier Laegue ekipe leta: 1993, 1994, 1995, 1996, 2001, 2007

Giggs je bil leta 1992 in 1993 imenovan za najboljšega mladega igralca prve angleške nogometne lige (FA Premier League), še vedno pa ima tudi rekord v številu zadetkov med igralci, ki ne igrajo redno v konici napada. V klubu še vedno stoji njegov rekordno hiter zadetek, ki ga je Giggs v 15. sekundi zabil proti Southamptonu leta 1995, njegov zadetek proti Arsenalu iz leta 1999, ko je preigral štiri igralce in zadel, pa je po mnenju navijačev najlepši gol v zgodovini kluba. 
- Leta 2007 je na kraljičin rojstni dan prejel red britanskega imperija za zasluge v nogometu[43].